# Jüdische Gemeinde Wittersdorf
Die Jüdische Gemeinde in Wittersdorf, einer französischen Gemeinde im Département Haut-Rhin im Elsass, entstand im Laufe des 18. Jahrhunderts.

## Geschichte
Die jüdische Gemeinde ist erstmals 1804 schriftlich überliefert. Sie besaß eine Synagoge und eine Religionsschule. 1844 kam die jüdische Gemeinde Wittersdorf bei der Schaffung der Rabbinatsbezirke zum Rabbinat Altkirch.
Von etwa 800 Einwohnern der Gemeinde im Jahr 1845 waren 76 jüdischen Glaubens. In der zweiten Hälfte des 19. Jahrhunderts ging ihre Zahl durch Abwanderung in die benachbarten Städte zurück, sodass die jüdische Gemeinde um 1869 aufgelöst wurde.

## Synagoge
Die um 1822 errichtete Synagoge (64, Rue Jean-Jacques Henner) wurde im Jahr 1869 verkauft und danach zu einem Wohnhaus umgebaut, das bis heute erhalten blieb.